# 宮城交通富谷営業所
宮城交通富谷営業所（みやぎこうつうとみやえいぎょうしょ）は、宮城県富谷市三ノ関太子堂西にある宮城交通の営業所。
本項ではバス停の富谷営業所前バス停についても記述する。

## 事業所
- 富谷営業所
  - 宮城県富谷市三ノ関太子堂西108
- 吉岡案内所
  - 宮城県黒川郡大和町吉岡車東16-8
  - 富谷営業所発足に伴い案内所に格下げ。現在はミヤコーバスが吉岡営業所として使用しており、窓口業務を委託している。

### 廃止事業所
- 泉中央案内所
  - 2006年7月1日に廃止。塩釜営業所利府車庫と統合移転し泉営業所野村車庫となった。
- 泉案内所
  - 元の泉営業所（初代）。富谷営業所発足に伴い案内所に格下げ。宮交観光サービス本社営業所を経て、現在は宮城交通仙台北営業所となっている。

## 沿革

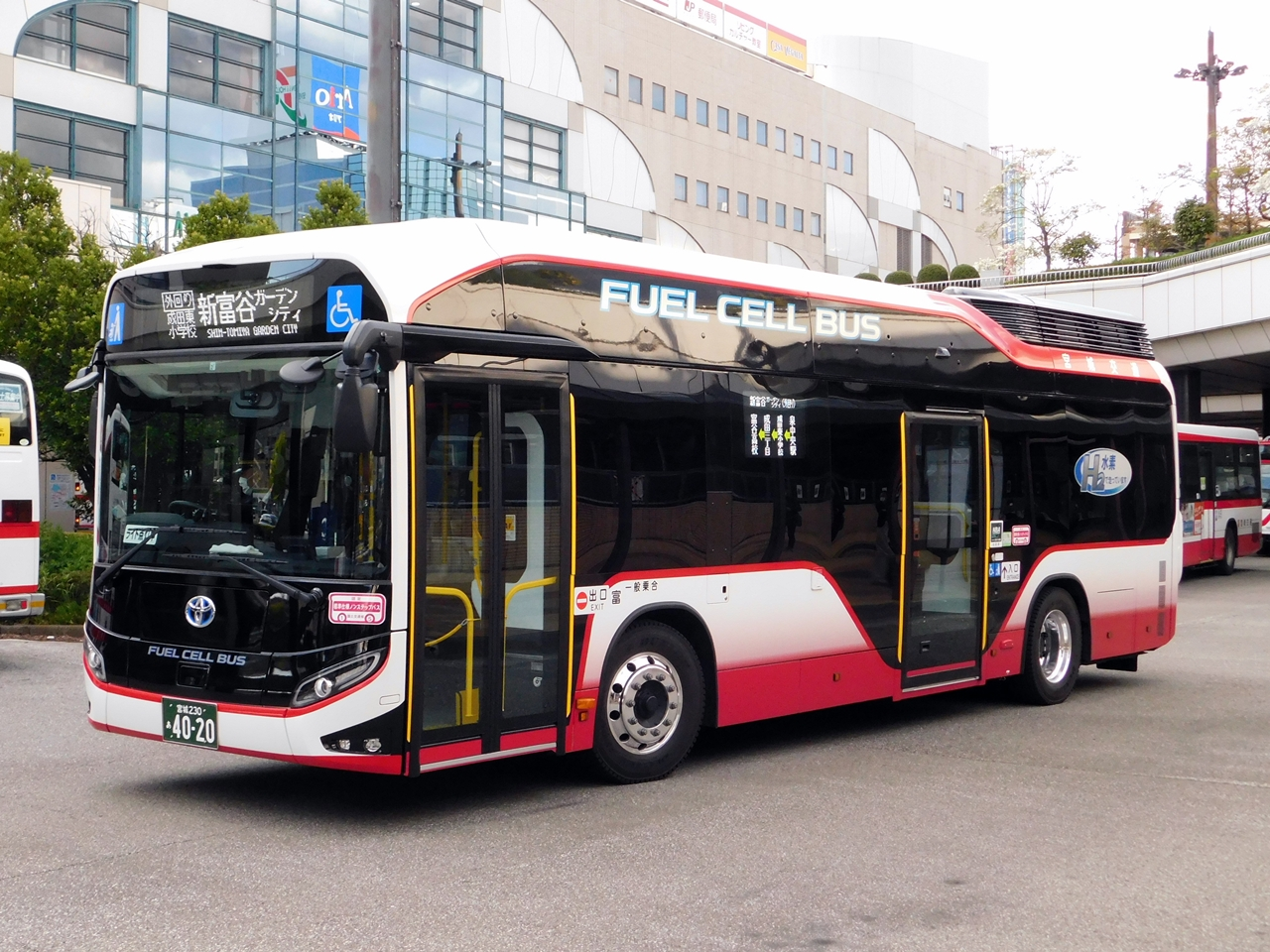
富谷営業所に配属された燃料電池バス（トヨタ・SORA）

- 1993年（平成5年）3月15日 - 泉営業所（現・仙台北営業所）と吉岡営業所（現・ミヤコーバス吉岡営業所）を統合して開所。
- 2021年（令和3年）3月24日 - 当営業所に宮城交通初となる燃料電池バス（FCバス）トヨタ・SORAを1台導入、管内路線での運行を開始[1]。

## 高速バス所管路線
- ブルーシティ号（仙台 - 青森線）
- 広瀬ライナー号（石巻・仙台 - 新宿線）
- ポーラスター号（仙台 - 千葉・成田線）※宮城交通便のみ運行休止、共同運行会社（成田空港交通）にて肩代わり運行実施。

### 過去の高速バス所管路線
- うみねこ号（仙台 - 八戸線） ※共同運行会社による運行は継続中
  - 2012年2月1日を以て運行休止、同年3月31日を以て宮城交通のみ撤退。
- 仙台 - 大船渡線
  - 2022年9月17日に仙台 - 釜石線に統合され運行終了。
- アーバン号（仙台 - 盛岡線）
- キャッスル号（仙台 - 弘前線）
- 仙台 - 釜石線
  - 上記3路線と仙台 - 大船渡線はいずれも2021年（仙台 - 釜石線は2022年9月17日運行再開）に仙台北営業所に移管された。

## 路線バス所管路線

### 東北学院大学線
泉営業所・野村車庫と共管
東北学院大学榴ヶ岡高校の通学生対策として運行されており、平日1日1.5往復のみの運行となっている。永和台・松森団地線（循環系統）の補完路線としても機能する。
- 七北田新町経由（下りのみ）
  - 泉中央駅→七北田→七北田新町→山の寺一丁目南→東北学院大学泉キャンパス正門前
- 高玉町経由（上りのみ）
  - 東北学院大学泉キャンパス正門前 → 山の寺一丁目南 → 野蔵団地入口 → 高玉町 → 泉中央駅

東北学院大学キャンパス移転前までの運用
2023年4月のダイヤ改正までは、東北学院大学泉キャンパスへの通学生対策として運行されていた。永和台・松森団地線（循環系統）の補完路線としても機能する。泉中央駅発は大半の便が1講時・2講時開始に合わせて、泉キャンパス正門前発は2講時終了以後、構内始発便は平日の3 - 5講時終了後に設定されている。
- 七北田新町経由（下りのみ）
  - （仙台駅前 → 県庁市役所前 → 北仙台 → 北根三丁目 → 黒松団地入口 → 八乙女駅 → ）泉中央駅→七北田→七北田新町→山の寺一丁目南→東北学院大学泉キャンパス正門前
- 高玉町経由
  - 泉中央駅 - 市名坂 - 高玉町 - 山の寺一丁目南 - 東北学院大学泉キャンパス正門前
- 構内直行便（下りのみ）
  - 泉中央駅 → （無停車・七北田新町経由） → 東北学院大学泉キャンパス構内
- 構内始発便（上りのみ）
  - 東北学院大学泉キャンパス構内 → 山の寺一丁目南 → 高玉町 → 市名坂 → 泉中央駅
    - 2007年（平成9年）4月1日 - 泉キャンパス構内まで乗り入れ、構内直行便・構内始発便を新設。
    - 2014年（平成16年）11月1日 - 東裏経由のバスが東裏停留所廃止に伴い七北田新町経由に経路を変更。
    - 2021年頃 - 構内乗り入れ廃止。正門前までの運行となる。

### 永和台松森団地線
泉営業所・野村車庫と共管
基本系統は泉中央駅 - 松森団地 - 泉中央駅間で、朝のみ永和台入口発泉中央駅行が設定されている。
- 泉中央系統・循環系統
  - 泉中央駅 → 七北田 → 七北田新町 → 山の寺一丁目南 → 東北学院大学泉キャンパス正門前 → 永和台入口 → 松森団地 → 本田町仏所護念会入口 → 住宅前 → バイパス入口 → 七北田 → 泉中央駅
- 泉中央駅系統（上りのみ）
  - 永和台入口 → 松森団地 → 本田町仏所護念会入口 → 住宅前 → バイパス入口 → 七北田 → 泉中央駅
- 仙台駅系統（土曜・休日の1本のみ運行）
  - 永和台入口 → 松森団地 → 住宅前 → バイパス入口 → 七北田 → 八乙女駅 → 黒松団地入口 → 北根三丁目 → 北仙台 → 県庁市役所前 → 仙台駅前（さくら野前）
    - 2008年（平成10年）10月16日 - 永和台入口→地下鉄八乙女駅間系統を廃止。また永和台入口→仙台駅間系統、永和台入口→地下鉄泉中央駅間系統（朝のみ運行）を七北田新町経由からバイパス入口経由に変更。またその後に時期は不明だが、下り線の仙台駅前発便（仙台駅前→地下鉄八乙女駅→永和台入口→松森団地南）は廃止となった（2013年1月時点で設定なし）。当時の仙台駅前発便は、夕方のみの運行で、数本のみであった。
    - 2014年（平成16年）11月1日 - 東裏停留所廃止に伴い東裏経由から七北田新町経由に経路を変更。

### 鶴が丘ニュータウン線
泉営業所・野村車庫と共管（岩切系統は野村車庫の担当）
メインは泉中央駅 - 鶴が丘ニュータウン間。岩切駅発着は平日朝1往復のみの運行であり、鶴が丘ニュータウン内での運行経路が異なる（鶴が丘二丁目を経由する）。仙台駅発着は住宅前経由と運転免許センター前経由の2本立てになっている。
鶴が丘ニュータウン構内は上下問わず、「鶴が丘ニュータウン」から「泉松陵高校入口」・「松森小学校前」を経由して「鶴が丘ニュータウン」に戻る経路（一方通行）で運行される（岩切系統除く）。
- 岩切系統
  - 泉中央駅 - 七北田 - バイパス入口 - 住宅前 - 清水寺前 - 松森市民センター前入口 - 鶴が丘二丁目 - 泉松陵高校入口 - 鶴が丘ニュータウン - 松森台 - 台ヶ原 - 今市橋 - 八坂神社前 - 岩切郵便局前 - 鳥居前 - 岩切駅前
- 泉中央系統
  - 泉中央駅 - 七北田 - バイパス入口 - 住宅前 - 本田町仏所護念会入口 - 鹿島ショッピングタウン - 松森市民センター前 - 鶴が丘ニュータウン - 泉松陵高校入口 - 松森小学校前 - 鶴が丘ニュータウン
- 仙台駅系統
  - 八乙女駅・運転免許センター経由：仙台駅前 - 県庁市役所前 - 北仙台 - 北根三丁目 - 黒松団地入口 - 八乙女駅 - 七北田橋 - 市名坂 - 高玉町 - 運転免許センター - 鹿島ショッピングタウン - 松森市民センター前 - 鶴が丘ニュータウン - 泉松陵高校入口 - 松森小学校前 - 鶴が丘ニュータウン
  - 八乙女駅・住宅前経由：仙台駅前 - 県庁市役所前 - 北仙台 - 北根三丁目 - 黒松団地入口 - 八乙女駅 - 七北田 - バイパス入口 - 住宅前 - 本田町仏所護念会入口 - 鹿島ショッピングタウン - 松森市民センター前 - 鶴が丘ニュータウン - 泉松陵高校入口 - 松森小学校前 - 鶴が丘ニュータウン
  - 泉中央駅・住宅前経由：仙台駅前 → 県庁市役所前 → 北仙台 → 北根三丁目 → 黒松団地入口 → 八乙女駅 → 泉警察署前 → 泉中央駅 → 七北田 → バイパス入口 → 住宅前 → 本田町仏所護念会入口 → 鹿島ショッピングタウン → 松森市民センター前 → 鶴が丘ニュータウン → 泉松陵高校入口 → 松森小学校前 → 鶴が丘ニュータウン
    - 200x年 - 地下鉄八乙女駅 - 塩釜営業所間系統を廃止。
    - 2008年（平成20年）10月16日 - 鶴が丘ニュータウン→地下鉄八乙女駅間系統を廃止。
    - 2010年（平成22年）3月23日 - 地下鉄泉中央駅経由（復路は泉警察署前経由）を新設し、仙台駅前発の住宅前経由、鶴が丘ニュータウン発の運転免許センター経由の一部便を振替。
    - 2016年（平成28年）10月11日 - 循環器病センター前バス停を廃止。

### 松陵ニュータウン線
泉営業所・野村車庫と共管
松陵ニュータウン内は一方通行のような形で運行されるため、松陵ニュータウン行は松陵二丁目を経由し松陵中学校前が終点となるが、松陵ニュータウン発は松陵二丁目が始発で松陵中学校前を経由する。
- 泉中央系統・循環系統
  - 泉中央駅 - 市名坂 - 高玉町 - 運転免許センター前 - 松陵二丁目 - 松陵中学校前 - 運転免許センター前 - 高玉町 - 市名坂 - 泉中央駅
- 仙台駅系統
  - 仙台駅前 - 県庁市役所前 - 北仙台 - 北根三丁目 - 黒松団地入口 - 八乙女駅 - 市名坂 - 高玉町 - 運転免許センター前 - 松陵中学校前（松陵二丁目）

### 鶴が丘松陵線
- 泉中央駅 → 市名坂 → 高玉町 → 運転免許センター前 → 松陵二丁目 → 松陵中学校前 → 泉松陵高校入口 → 鶴が丘ニュータウン
  - 2009年（平成21年）10月1日 - これまで平日深夜2本運行であったが、新たに平日朝に1本を増便。
  - 2019年（令和元年）10月1日 - 最終便のフリー乗降区間を廃止[3]。

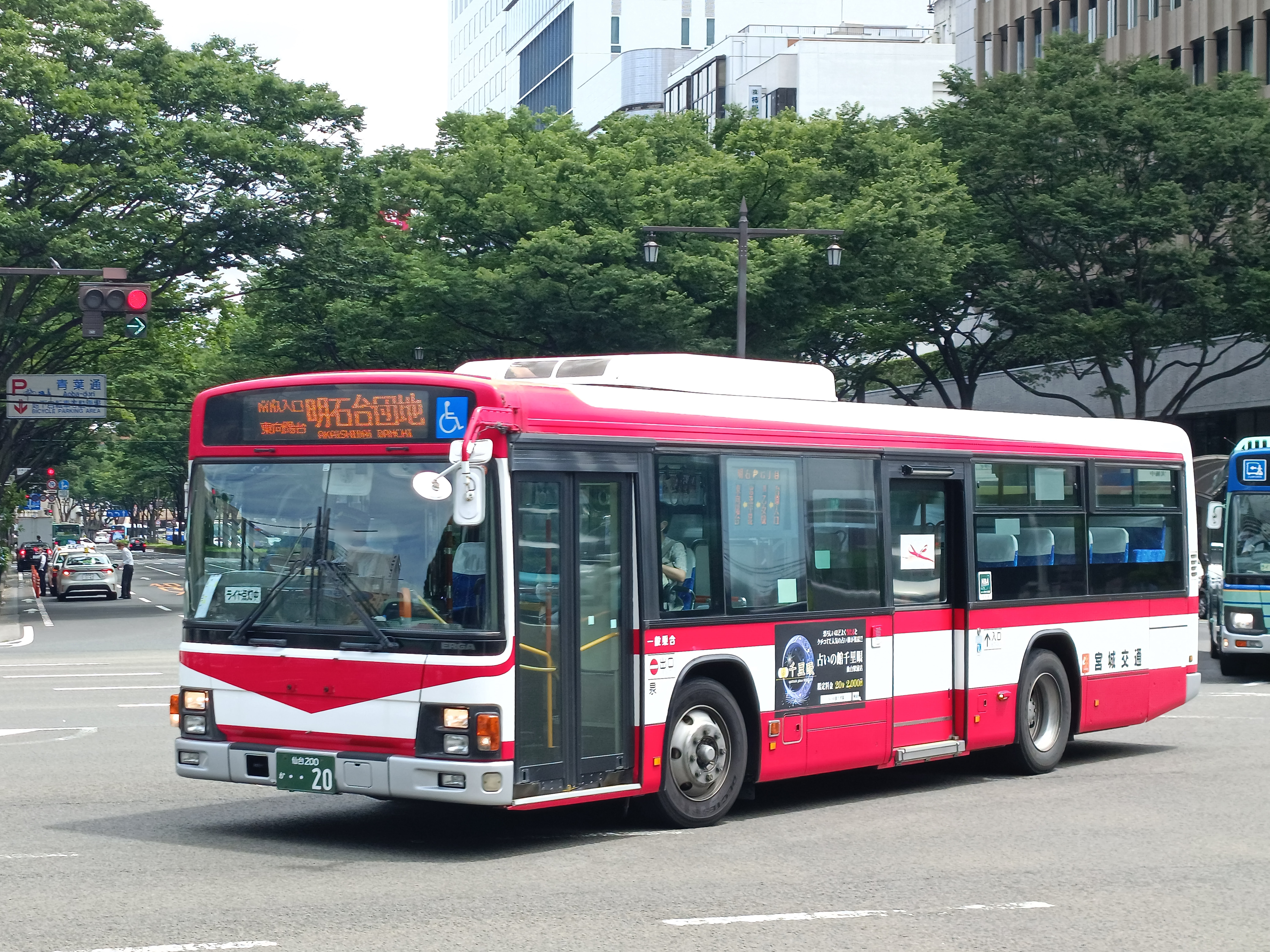
明石台団地行き（2022年8月1日撮影）

### 東向陽台線
泉営業所・野村車庫と共管
- 泉中央系統
  - 泉中央駅 - 七北田 - 七北田新町 - 山の寺一丁目南 （ ← 東北学院大学泉キャンパス正門前 ← ） 山の寺一丁目北 - 東向陽台一丁目 - 明石台団地 - 明石台七丁目
- 仙台駅系統
  - 仙台駅前 - 県庁市役所前 - 北仙台 - 北根三丁目 - 黒松団地入口 - 八乙女駅 - 七北田 - バイパス入口 - 山の寺一丁目南 （ ← 東北学院大学泉キャンパス正門前 ← ） 山の寺一丁目北 - 東向陽台一丁目 - 明石台団地 - 明石台七丁目
    - 2009年（平成21年）10月1日 - 午後の明石台団地発全便が東北学院大学泉キャンパス正門前経由となる。
    - 2012年（平成24年）10月1日 - 明石台七丁目まで路線を延長。
    - 2014年（平成26年）11月1日 - 泉中央系統が東裏停留所廃止に伴い、上り下りともに七北田新町経由に経路を統一。

### 新富谷ガーデンシティ線
泉営業所、ミヤコーバス吉岡営業所と共管
- 内回り
  - 泉中央駅 - 明石台西 - センター東 - 成田一丁目北 - 富谷高校前 - 新富谷ガーデンシティ
  - 時期は不明だが、仙台駅前発着系統は現在は廃止されている。
- 外回り
  - （仙台駅前 - 県庁市役所前 - 北仙台 - 北根三丁目 - 黒松団地入口 - 八乙女駅 - ）泉中央駅 - 明石台西 - 成田東公園前 - センター北 - 富谷高校前 - 新富谷ガーデンシティ
- 大清水系統（内回り）
  - 泉中央駅 - 明石台西 - センター東 - 成田一丁目北 - 富谷高校前 - 上桜木大清水団地前 - 大清水
- 吉岡系統（内回り）
  - 泉中央駅 - 明石台西 - センター東 - 成田一丁目北 - 富谷高校前 - 上桜木大清水団地前 - あけの平一丁目 - 富谷学校前 - （富谷営業所前） - 大和町バスターミナル　- 吉岡案内所　- 吉岡志田町  - 道下
- 富谷営業所系統（外回り）
  - 泉中央駅 → 明石台西 → 成田東小学校前 → センター北 → 富谷高校前 → 上桜木大清水団地前 → あけの平一丁目 → 富谷学校前 → 富谷営業所前
- 八乙女系統（内回り）
  - 八乙女駅 - 七北田 - 七北田新町 - センター東 - 成田一丁目北 - 新富谷ガーデンシティ（学校休校期間運休）
    - 2009年（平成21年）10月1日 - 外回りを増便（泉中央駅発9 - 20時台を平日30分ヘッド化）。内回りは泉中央駅発9 - 15時台を平日30分ヘッド化・大清水まで延長、16 - 21時台を吉岡案内所行に統一。また夕方に吉岡案内所発地下鉄泉中央駅行を2本増発。
    - 2013年（平成25年）4月1日 - 外回りの吉岡系統を大和町バスターミナル開業に伴い吉岡線と同様に経路変更。道下 - 吉岡案内所が従来と逆周りになり、起終点が道下に変更（従来は富谷学校前 - 高田橋 - 道下 - 吉岡志田町 - 吉岡案内所であった）。
    - 2019年（令和元年）4月1日 - 吉岡系統の1往復をミヤコーバス吉岡営業所に移管。
    - 2019年（令和元年）10月1日 - 外回り線の深夜バス（泉中央駅23:32発）の実証運行を開始。2020年3月31日まで[3]。

### 上桜木大清水線
泉営業所・野村車庫と共管
- サニーハイツ前経由
  - 泉中央駅 - 明石南一丁目北 - サニーハイツ前 - 上桜木中央 - 大清水 ( - イオン富谷店)
  - イオン富谷店発着は平日のみの運行であり、土日は全便大清水発着である。

- 明石台三丁目経由
  - 泉中央駅 - 明石南三丁目 - 明石台三丁目 - 上桜木中央 - 大清水 ( - イオン富谷店)
  - イオン富谷店発着は平日のみの運行であり、土日は全便大清水発着である。なお、平日夜上りの最終便のみ大清水発である。

- 2009年（平成21年）10月1日 - 停留所新設（明石台三丁目北・明石台六丁目・大清水南）。

### 吉岡線
ミヤコーバス吉岡営業所と共管
- 泉中央駅 - 七北田 - 新田 - 宮城交通本社前 - あけの平一丁目 - 富谷学校前 - （富谷営業所←） 大和町バスターミナル- 吉岡案内所 - 吉岡志田町 - 道下 
  - 2009年（平成21年）10月1日 - 平日の吉岡案内所発泉中央駅行2本のうち1本と仙台駅発吉岡案内所行1本を地下鉄泉中央駅発着に変更した上でミヤコーバスに移管。地下鉄泉中央駅 - 吉岡案内所間はミヤコーバス吉岡営業所所管の北部工業団地線（平日2往復）と並行するが、両社の定期券・回数券で共通乗車できる。
  - 2011年（平成23年）10月3日 - 仙台駅・八乙女駅系統を廃止。泉中央駅発着に統一、将監トンネル経由から七北田経由に変更。夜間の下り一部便を除き、ミヤコーバスに移管。
  - 2013年（平成25年）4月1日 - 大和町バスターミナル開業に伴い経路を変更。道下 - 吉岡案内所は従来と逆周りになり、起終点を道下に変更。
    - （2013年3月までの経路）地下鉄泉中央駅 - 七北田 - 新田 - 宮城交通本社前 - あけの平一丁目 - 富谷学校前 - （富谷営業所←） 道下 - 吉岡志田町 - 吉岡案内所

### 泉ヶ丘大富線
泉営業所と共管
- （仙台駅前 - 県庁市役所前 - 北仙台 - 北根三丁目 - 黒松団地入口 - 八乙女駅 - ）泉中央駅 - 新田 - 泉ヶ丘南入口 - パルタウン大富 - ハーモニータウン中央 - 富谷学校前 - 富谷営業所
  - 2019年（令和元年）10月1日 - 深夜バス（泉中央駅23:32発）の実証運行を開始。2020年3月31日まで[3]。

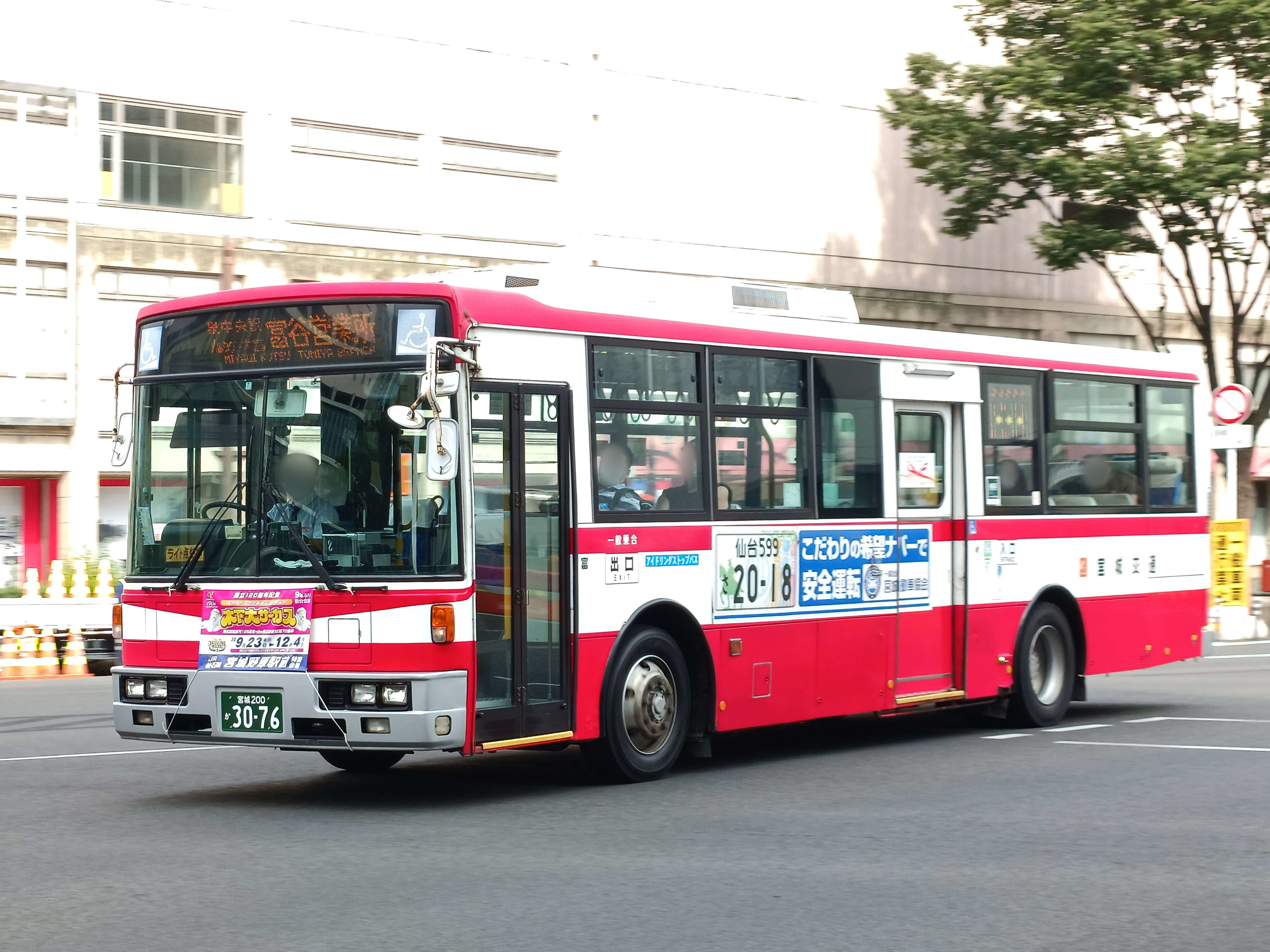
泉ヶ丘経由富谷営業所行（2022年10月3日）

### 南富谷サニータウン線
泉営業所と共管
- 泉中央駅系統
  - 泉中央駅 - 新田 - 泉ヶ丘南入口 - 泉ヶ丘中央 - 富ヶ丘郵便局前 - 富ヶ丘ニュータウン - 鷹乃杜 -あけの平三丁目 - あけの平入口 - 南富谷東 （- 富谷 - 富谷営業所）
    - 2010年（平成22年）3月23日 一部便を富谷営業所まで延長。
    - 2016年（平成28年）10月11日 一部便を富谷市役所まで延長。その後廃止。
- 仙台駅前系統（上りのみ）
  - 富谷営業所前 → 富谷 → 南富谷入口 → 南富谷東 → 南富谷入口 → あけの平入口 → あけの平三丁目 → 鷹乃杜 → 富ヶ丘ニュータウン → 富ヶ丘郵便局前 → 泉ヶ丘中央 → 泉ヶ丘南入口 → 新田 → 泉警察署前 → 八乙女駅 → 黒松団地入口 → 北根三丁目 → 台原三丁目 → 北仙台 → 県庁市役所前 → 仙台駅前

### 向陽台線
泉営業所・野村車庫と共管
- 向陽台一丁目 → 向陽台二丁目 → 向陽台二丁目北 → 向陽台三丁目 → 向陽台四丁目公園前 → 向陽台四丁目 → 向陽台二丁目南 → 向陽台一丁目 → 山の寺洞雲寺前 → 七北田新町 → 七北田 → 泉中央駅
  - 上りのみ

### 向陽台循環線
泉営業所・野村車庫と共管
- 泉中央駅 - （将監トンネル経由） - 明石南一丁目北 - 向陽台一丁目 - 向陽台三丁目 - 東向陽台一丁目 - 山の寺一丁目北 （ → 東北学院大学泉キャンパス正門前 → ） 山の寺一丁目南 - 七北田新町 - 七北田 - 泉中央駅
  - 2009年（平成21年）4月1日 - 泉中央駅 - 明石台 - 向陽台 - 山の寺 - 八乙女駅から、泉中央駅 - 明石台 - 向陽台 - 山の寺 - 泉中央駅に変更。
  - 2014年（平成26年）11月1日 - 東裏停留所廃止に伴い、上り下りともに七北田新町経由に経路を統一。

### 宮城大学線
泉営業所・野村車庫と共管
以前より運行していた宮城学院線を北へ延長する形で路線を新設した。2011年完成予定の北四番丁大衡線（桜ヶ丘 - 大学病院）の完成後の幹線バスとしての機能が期待される。沿線にある宮城大学や仙台保健福祉専門学校、宮城学院などの学生の利用が多い。
また、この宮城大学線は県庁市役所経由よりも愛宕上杉通経由の方が本数が多めに設定されている唯一の路線である。これは人口が多いながらも仙台市営バスのS110~S140系統（北六番丁経由）や県庁市役所経由のバスが停まるバス停までわざわざ足を運んだ上杉地区の利便性確保という見方が強い。事実、この路線の開設によって上杉経由のバスは従来の約2倍になった。
宮城大学・仙台保健福祉専門学校前に到着したバスは、ほとんどが泉営業所まで回送され、折り返し泉パークタウン線となる行路もある。
- 上杉経由
  - 仙台駅前 - 上杉六丁目 - 台原入口 - 北根三丁目 - 双葉ヶ丘入口 - 東勝山中央 - 桜ヶ丘二丁目 - 宮城学院前 - 長命ヶ丘東 - 高森一丁目 - 寺岡六丁目・泉アウトレット（ - JCHO仙台病院） - 宮城県図書館前 - 宮城大学・仙台保健福祉専門学校前
- 県庁市役所経由
  - 仙台駅前 - 県庁市役所前 - 北仙台 - 台原入口 - 北根三丁目 - 双葉ヶ丘入口 - 東勝山中央 - 桜ヶ丘二丁目 - 宮城学院前 - 長命ヶ丘東 - 高森一丁目 - 寺岡六丁目・泉アウトレット（ - JCHO仙台病院） - 宮城県図書館前 - 宮城大学・仙台保健福祉専門学校前
- 北山トンネル経由
  - 仙台駅前 - 電力ビル前 - 県庁市役所前 - 二日町北四番丁 - 通町二丁目 - （北山トンネル） - 桜ヶ丘二丁目 - 宮城学院前 - 寺岡六丁目・泉アウトレット - JCHO仙台病院
    - 2007年（平成19年）4月1日 - 運行開始。
    - 2007年（平成19年）7月1日 - 停留所（桜ヶ丘七丁目東・古内南）新設。
    - 2008年（平成20年）10月16日 - 仙台泉プレミアム・アウトレット開業に伴い、バス停名称変更「寺岡六丁目」→「寺岡六丁目・泉アウトレット」、快速便（仙台駅前 - 寺岡六丁目・泉アウトレット間無停車、毎日運行）新設および増便。
    - 2009年（平成21年）2月2日 - 毎日運行の快速便を廃止、土曜・休日のみ運行の快速便（北仙台 - 寺岡六丁目・泉アウトレット間無停車）を新設。
    - 不明 - 土曜・休日のみ運行の快速便を廃止。
    - 2012年（平成24年）3月26日 - 北山トンネル経由便（通町二丁目 - （北山トンネル経由） - 桜ヶ丘二丁目 - 宮城学院前 - 寺岡六丁目・泉アウトレット）を新設。
    - 2021年（令和3年）5月1日 - 一部便がJCHO仙台病院に乗り入れ開始[4]。

### 宮城学院線
泉営業所・野村車庫と共管
2004年以前は仙台市営バスと競合していたが、2004年3月に一部を除き宮城交通に一本化された。また、2007年4月に仙台駅発着系統の運行本数が大幅に増便され、同じ経路を運行する宮城大学線と合わせると従来の2倍以上の本数となった。
- 上杉経由
  - 仙台駅前 - 上杉六丁目 - 台原入口 - 東勝山一丁目 - 東勝山中央 - 桜ヶ丘二丁目 - 宮城学院前
- 県庁市役所経由
  - 仙台駅前 - 県庁市役所前 - 北仙台 - 台原入口 - 東勝山一丁目 - 東勝山中央 - 桜ヶ丘二丁目 - 宮城学院前
    - 2004年（平成16年）3月 - 仙台市営バスから宮城交通へ路線移譲。

### 虹の丘団地線
詳細は共管先の泉営業所を参照。

### 仙台港線
詳細は共管先の泉営業所を参照。

## 過去の担当路線

### 黒松線
長く仙台市営バス（現・160系統）の単独運行であったが、2007年4月1日に宮城交通が参入した。これにより仙台市営バスは運行回数を削減した。当初は、仙台市営バスと同様の経路運行だったが、路線末期は八乙女駅ー向陽台一丁目まで路線延長を行っていた。
- 仙台駅前 - 県庁市役所前 - 台原入口 - 北根三丁目 - 黒松団地入口 - 黒松一丁目 - 向原 - 八乙女駅 - 七北田 - 七北田新町 - 向陽台一丁目 - （北回り・南回り） - 向陽台一丁目
  - 2021年（令和3年）11月1日 - 廃止[5]

### 泉鶴が丘線
平日上りのみ運行。（泉松陵高校通学対応）
- 道下 → 吉岡案内所 → 大和町バスターミナル → 富谷営業所前 → 富谷学校前 → あけの平一丁目 → 鷹乃杜北 → 泉ヶ丘南入口 → 新田 →住宅前 → 松森市民センター前 → 鶴が丘二丁目 → 泉松陵高校前 → 鶴が丘ニュータウン
  - 2013年（平成25年）4月1日 - 大和町バスターミナル開業に伴い吉岡線と同様に経路変更。道下 - 吉岡案内所が従来と逆周りになり、起点が道下に変更（従来は富谷学校前 - 高田橋 - 道下 - 吉岡志田町 - 吉岡案内所であった）。
  - 2024年（令和6年）9月30日 - 廃止[6]

### 宮城学院線
- 旭ヶ丘駅 - 科学館前 - 双葉ヶ丘入口 - 東勝山中央 - 桜ヶ丘二丁目 - 宮城学院前
  - 2004年（平成16年）3月 - 仙台市営バスから宮城交通へ路線移譲。
  - 2025年（令和7年）3月31日 - 廃止[7]

### 新富谷ガーデンシティ線
- 仙台駅前 - 県庁市役所前 - 北仙台 - 北根二丁目・文学館前 - 黒松団地入口 - 八乙女駅 - 泉警察署前（→ 泉中央駅 →）明石南入口 - ガーデンシティ入口 - センター東 - 富谷高校前 - 新富谷ガーデンシティ（ガーデン内回り）

### 向陽台線
- 仙台駅前 - 県庁市役所前 - 北仙台 - 北根三丁目 - 黒松団地入口 - 八乙女駅 - 七北田 - 七北田新町 - 向陽台一丁目 - （北回り・南回り） - 向陽台一丁目
  - 2009年（平成21年）10月1日 - 午後の将監トンネル先回り一部便が東北学院大学泉キャンパス正門前経由となる。
  - 2010年（平成22年）3月23日 - 仙台駅発着の一部便が地下鉄泉中央駅経由（復路は泉警察署前経由）となる。

## 富谷営業所前バス停
富谷営業所前バス停は宮城交通のバス停である。このバス停は仙台方面のみの片側バス停で、吉岡行のバス停は設置されていないため、富谷営業所には停車しない（吉岡行に乗って富谷営業所に寄る場合、三ノ関バス停が最寄り。下車してそのまま進行方向に歩くと左手に営業所がある）。

### 停車路線
- あけの平・七北田経由泉中央駅（ミヤコーバス便）
- パルタウン大富・泉ヶ丘経由泉中央駅／仙台駅
- 南富谷サニータウン・あけの平・泉ヶ丘経由泉中央駅／仙台駅
- あけの平・富谷高校・新富谷ガーデンシティ経由泉中央駅